# Brendan Lebrun
Pour les articles homonymes, voir Lebrun.
Pas d'image ? Cliquez ici

a Compétitions nationales et continentales officielles uniquement.

Dernière mise à jour le 5 août 2025.
Brendan Lebrun, né le 22 janvier 1998, est un joueur français de rugby à XV. Il évolue au poste de talonneur.

## Biographie

### Carrière en club
Brendan Lebrun débute le rugby au Rugby football club kastellin à Châteaulin en Bretagne, où il évolue jusqu'à l'âge de 14 ans avant d'intégrer le pôle espoirs de Tours. En parallèle, il pratique le judo, obtenant la ceinture noire premier dan.  
En 2016, il est recruté par le Stade rochelais où il dispute son premier match en Top 14 à Lyon le 18 mai 2019. Il signe son premier contrat professionnel en 2020 avec les Maritimes pour deux saisons. 
En avril 2021, il rejoint le RC Vannes en tant que joker médical de Cyril Blanchard.
Il s'engage ensuite au Castres olympique en 2022, puis en juillet 2023 au Biarritz olympique pour deux ans.

### Carrière internationale
Il est sélectionné dans toutes les catégories des équipes de France des moins de 16 jusqu'en moins de 19 ans. Il remporte notamment le championnat d'Europe des moins de 18 ans.